# Рондавель
Рондавель (фр. rondavelle) — традиционный круглый дом народов банту в странах юга Африки.

## Распространение
Рондавель распространён в странах юга Африки,, в том числе таких как ЮАР, Лесото (где он также известен как «мохоро»), Свазиленд, Ботсвана и другие. В различных местах могут варьироваться высота стен, наклон крыши и отделка. В ряде мест существует традиция украшения наружной стороны резьбой и росписью, тогда как в других местах наружный вид довольно однообразен и прост.

## Конструкция
Рондавель обычно имеет круглую форму (отсюда и название) и традиционно изготавливается из материалов, доступных в природе. Стены обычно делаются из камня. Цементный раствор может состоять из песка, земли, или их смеси с навозом. Пол обрабатывается навозосодержащей смесью с тем, чтобы придать поверхности ровный вид. Основные элементы крыши рондавеля — балки из круглого лесоматериала или шесты из веток деревьев, обрезанных по длине. Крыша покрывается тростником, который скрепляется с балками травянистыми канатами. Изготовление крыши может занимать от 1-2 дней до целого года, в зависимости от сложности её конструкции, поскольку одновременно можно привязывать только одну секцию, работая снизу вверх.

## Использование белыми поселенцами
Рондавель постепенно начали использовать и белые поселенцы юга Африки (примерно с XVIII века) и адаптировали его конструкцию к традиционным для культуры Запада строительным материалам и методам. В настоящее время рондавель не слишком распространён в городах, населённых преимущественно белыми, однако часто встречается на фермах или как форма коттеджей для отдыха на выходных. Иногда внешний вид рондавелей намеренно «африканизируется», чтобы привлечь туристов. За исключением рондавелей, которые изготавливаются на строительных фабриках целиком, обычный материал для крыши — тростник, поскольку изготовить коническую крышу из другого материала затруднительно.

## Галерея изображений
- Примеры рондавелей
- Окрашенный рондавель в Ботсване
- Украшенный рондавель, Ботсвана
- Два рондавеля в Мафекенге, Лесото
- Рондавель пешего туриста, вид изнутри
- Рондавель пешего туриста, вид снаружи